# Leptanthura diemenensis
Leptanthura diemenensis är en kräftdjursart som först beskrevs av William Aitcheson Haswell 1885.  Leptanthura diemenensis ingår i släktet Leptanthura och familjen Leptanthuridae. Inga underarter finns listade i Catalogue of Life.